# Zink-64
Zink-64 of 64Zn is een stabiele isotoop van zink, een overgangsmetaal. Het is een van de vijf stabiele isotopen van het element, naast zink-66, zink-67, zink-68 en zink-70. De abundantie op Aarde bedraagt 48,63%. De isotoop wordt ervan verdacht via een dubbel bètaverval te vervallen tot de stabiele isotoop nikkel-64. De vervalenergie bedraagt −948,72 keV. Zink-64 heeft een halfwaardetijd van ongeveer 2,3 triljoen jaar en kan dus de facto als stabiel worden beschouwd. Dit omdat de halfwaardetijd honderden miljoenen malen groter is dan de leeftijd van het universum.
Zink-64 ontstaat onder meer bij het radioactief verval van koper-64, gallium-64 en germanium-65.
54Zn · 55Zn · 56Zn · 57Zn · 58Zn · 59Zn · 60Zn · 61Zn · 61m1Zn · 61m2Zn · 61m3Zn · 62Zn · 63Zn · 64Zn · 65Zn · 65mZn · 66Zn · 67Zn · 68Zn · 69Zn · 69mZn · 70Zn · 71Zn · 71mZn · 72Zn · 73Zn · 73m1Zn · 73m2Zn · 74Zn · 75Zn · 76Zn · 77Zn · 77mZn · 78Zn · 78mZn · 79Zn · 80Zn · 81Zn · 82Zn · 83Zn · 84Zn · 85Zn